# Князь Пожарский (бронепоезд)

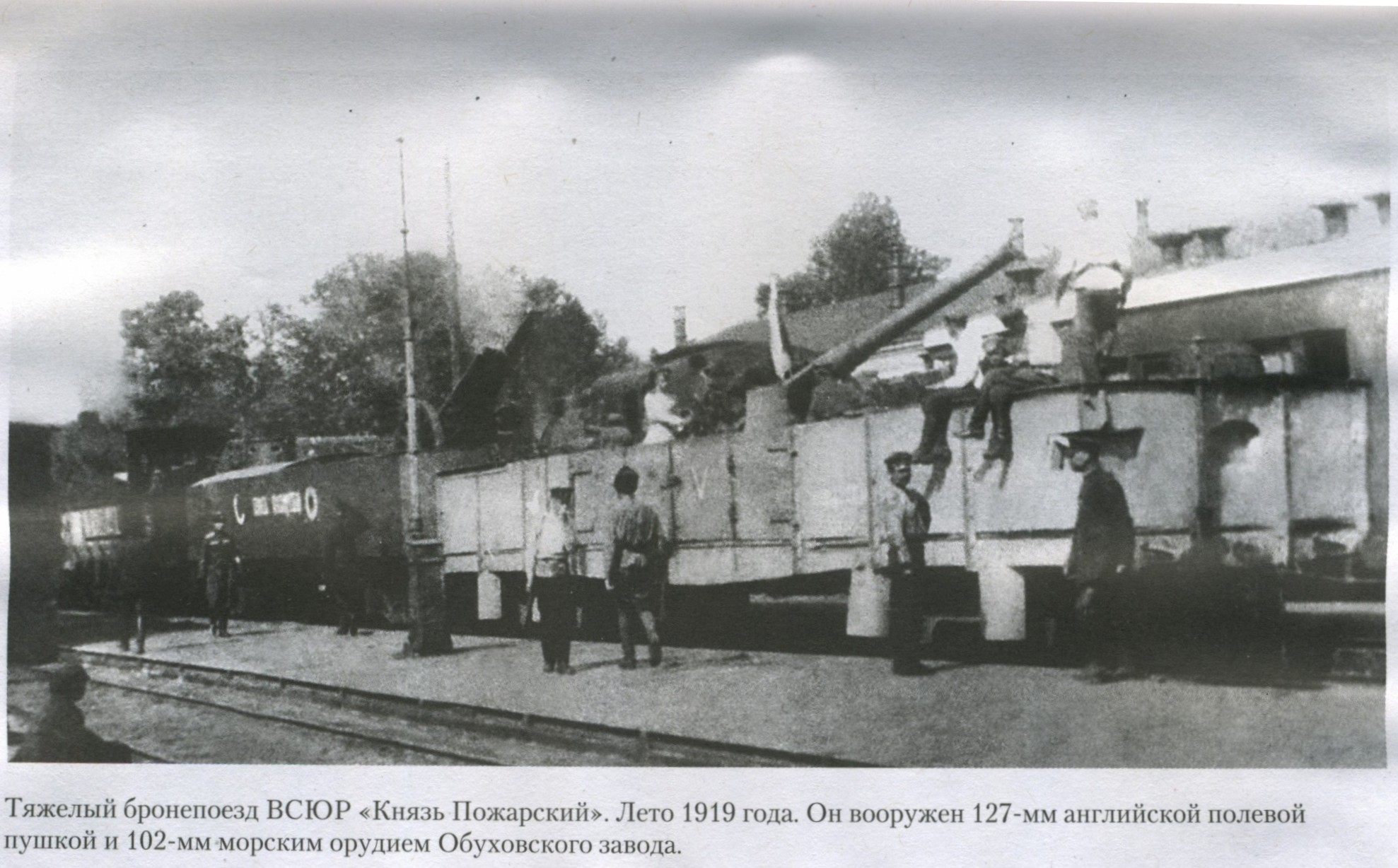
Бронепоезд «Князь Пожарский» летом 1919 года

«Князь Пожарский» — тяжелый бронепоезд Вооруженных сил Юга России. 

## Описание
Первоначально состоял из четырёх боевых бронеплощадок: двух со 102-мм орудиями Обуховского завода, одной с 152-мм пушкой Канэ и одной пулемётной.

## Формирование и участие в боевых действиях
Сформирован 14 февраля 1919 года в Новороссийске. Входил в состав 3-го дивизиона бронепоездов. В боях с 15 марта 1919 года в Донбассе. В конце июня 1919 года все морские офицеры из команды бронепоезда во главе с командиром капитаном 1-го ранга Потёмкиным распоряжением начальника Морского Управления адмирала Герасимова были откомандированы под Царицын. Оставлен 29 января 1920 года у станции Тирасполь.

## Командиры
- 07.04.1919 — 19.08.1919 — капитан 1-го ранга В. Н. Потёмкин
- 19.08.1919 — хх.10.1919 — полковник К. Я. Маралин
- хх.10.1919 — хх.01.1920 — полковник В. К. Фёдоров